# NGC 3971
NGC 3971 est une galaxie lenticulaire située dans la constellation de la Grande Ourse. NGC 3971 a été découverte par l'astronome germano-britannique William Herschel en 1788. Cette galaxie a aussi été observée par l'astronome britannique John Herschel le 10 avril 1831 et elle a été inscrite au catalogue NGC sous la cote NGC 3984.

## Caractéristiques
NGC 3971 présente une large raie HI. Selon la base de données Simbad, NGC 3971 est une galaxie LINER, c'est-à-dire une galaxie dont le noyau présente un spectre d'émission caractérisé par de larges raies d'atomes faiblement ionisés.

### Distance
Sa vitesse par rapport au fond diffus cosmologique est de 7 089 ± 20 km/s, ce qui correspond à une distance de Hubble de 104,6 ± 7,3 Mpc (∼341 millions d'al).
À ce jour, une mesure non basée sur le décalage vers le rouge (redshift) donne une distance d'environ 72,600 Mpc (∼237 millions d'al). Cette valeur est loin à l'extérieur des valeurs de la distance de Hubble.

### Galaxie isolée
NGC 3971 est possiblement une galaxie du champ, c'est-à-dire qu'elle n'appartient pas à un amas ou un groupe et qu'elle est donc gravitationnellement isolée.